# Piscuri, Gorj
Piscuri este un sat în comuna Plopșoru din județul Gorj, Oltenia, România.
Satul este amplasat de-a lungul văii Plopșorului pe drumul comunal DC48 Plopșoru–Piscuri. În sat poate fi vizitat Monumentul Rezistenței Anticomuniste ridicat și dezvelit în ziua de 2 iulie 2005 în memoria luptatorilor anticomuniști din iulie 1950 care în satul Piscuri au realizat prima revoltă populară îndreptată impotriva regimului comunist instalat in acea perioadă cu forța. Revolta era condusă de Grigorie Bratu, fost primar liberal, însoțit de o echipă compusă din Piscureanu Ștefan, Piscureanu Gheorghie, Grigorie Constantin, Constantinescu Constantin, Cinca Ștefan, Bubuiocu Ion, Pârvu Ion care au mobilizat peste 200 de cetățeni înarmați învingând forțele de represiune ale securității care ocupaseră satul deoarece sătenii nu voiau să recunoască noua putere și nu doreau să-și cedeze terenurile pentru colectivizare. După terminarea luptelor în urma cărora și-au pierdut viața căpitanul Nadaban și trei soldati, Grigorie Bratu a fost condamnat și executat prin impușcare la penitenciarul din Craiova, iar ceilalți capi au fost condamnați la ani grei de închisoare în lagărele comuniste.

## Vezi și
- Biserica de lemn din Piscuri

 Acest articol despre o localitate din județul Gorj este deocamdată un ciot. Puteți ajuta Wikipedia prin completarea lui.